# Cerimônia de encerramento dos Jogos Pan-Americanos de 2019
 A Cerimônia de encerramento dos Jogos Pan-Americanos de 2019 ocorreu no domingo, 11 de agosto de 2019, no Estádio Nacional do Peru, em Lima, Peru. A produção da cerimônia dos Jogos ficou a cargo da empresa italiana Balich Worldwide Shows. Os ingressos para a cerimônia custam entre S /. 20 a S / 400, que esgotou rapidamente via web.  A cerimônia de encerramento teve as danças peruanas como protagonistas e Gian Marco foi a estrela da cerimônia. Os figurinos estão a cargo de Pepe Corzo, que supervisionou a criação de mil fantasias coloridas, promete atrair a atenção, como aconteceu na gala inaugural. 

## Convocação
O Comitê Organizador dos Jogos Lima 2019 lançou no final de março uma convocação chamada "Talento Artístico", para recrutar o corpo de voluntários e figurantes da dança das 4 cerimônias dos Jogos Lima 2019. Em 27 de abril de 2019 eles se registraram através do site oficial, mais de 10 000 requerentes, cujas únicas exigências eram: 
- Dominar a arte e a cultura.
- Ser maior de 16 anos.
- Ser uma pessoa muito apaixonada.

 Os talentos artísticos têm diversos perfis e habilidades, desde atores, acrobatas e dançarinos até pessoas com habilidades específicas, como parkour, stilts e drawers, todos comprometidos com o nível de entusiasmo e energia que Lima 2019 exigiu.  
Os artistas participaram das Cerimônias de Abertura e/ou Encerramento dos Jogos Pan-Americanos e Parapan-americanos 2019 de Lima diretamente no palco. As audições e chamadas foram conduzidas por Vania Masías, Diretora de Coreografia das Cerimônias, e representantes da Balich WorldWide Shows, uma empresa italiana líder na indústria de entretenimento que realizou as Cerimônias Olímpicas dos Jogos Olímpicos de 2006 em Turim, Sochi em 2014 e Rio 2016. 
Os voluntários selecionados foram treinados durante três meses pela Balich Worldwide Shows, e receberam aulas com 150 bailarinos profissionais e 13 coreógrafos nacionais, liderados por Vania Masías como diretora de coreografia. O Ballet Nacional e o Elenco Nacional de Folclore participaram, respectivamente, das cerimônias de abertura e /ou encerramento dos Jogos Pan-americanos e Parapan-americanos.  Trata-se de uma produção internacional, que marca oficialmente o encerramento dos Jogos Pan-Americanos Lima 2019. 

## Santiago 2023
A apresentação de Santiago 2023 contou com a participação da cantora chilena Francisca Valenzuela e os dançarinos do Power Peralta. Além do prefeito de Lima, Jorge Muñoz Wells, que entregou a bandeira ao presidente do Chile, Sebastián Piñera. 